# ОШ „Ратко Павловић Ћићко” Прокупље
Основна школа "Ратко Павловић - Ћићко" је основна школа у Прокупљу.

## Основни подаци
Школа носи име по народном хероју Ратку Павловићу Ћићку.
Школа је основана под именом Прва осмогодишња школа и почела је са радом 8. септембра 1952. године у просторијама Гимназије. Школу је тада похађало 794 ученика распоређених у 21 одељење. Поред деце из града, у састав ових одељења била су укључена сва деца старости од 7 до 14 година, из околних села: Доња Трнава, Водице, Ћуковац, Стражава и Бабин Поток. Своје садашње име добила је школске 1956/57. године.
У нову зграду, где се и сада налази, пресељена је 1963. године. 
Поред матичне градске школе, у њеном саставу су и три издвојена одељења у селима:
- Доња Трнава
- Бериље и
- Ћуковац

Школски часопис "Ђерв", у чијој изради учествују наставници и ученици - чланови новинарске секције, је у 2022. години био проглашен за најбољи школски часопис у Србији.